# Glomeris crassitarsis
Glomeris crassitarsis är en mångfotingart som beskrevs av Karl Wilhelm Verhoeff 1911. Glomeris crassitarsis ingår i släktet Glomeris och familjen klotdubbelfotingar. Inga underarter finns listade i Catalogue of Life.